# Paul-Frédéric de Mecklembourg-Schwerin
Paul-Frédéric de Mecklembourg-Schwerin, né le 15 septembre 1800 à Ludwigslust et mort le 7 mars 1842 à Schwerin, est le deuxième grand-duc de Mecklembourg-Schwerin de 1837 à 1842.

## Biographie
Fils du prince héréditaire Frédéric-Louis de Mecklembourg-Schwerin et de la princesse née grande-duchesse Hélène de Russie, Paul-Frédéric porte les prénoms de ses grands-pères, le tsar Paul Ier de Russie et le grand-duc Frédéric-François Ier de Mecklembourg-Schwerin.
Il étudie aux universités de Genève, d'Iéna et de Rostock, et devient héritier présomptif du trône de Mecklembourg-Schwerin en 1819, au décès de son père.
En 1837, il succède à son grand-père, le grand-duc Frédéric-François Ier.
Son règne est marqué par l'amélioration de l'infrastructure et du système judiciaire du grand-duché, ainsi que par le déplacement du siège du gouvernement de Ludwigslust à Schwerin. Paul-Frédéric meurt en 1842 d'un refroidissement qu'il a contracté en se précipitant vers un incendie qui ravageait la capitale du grand-duché.

## Mariage et descendance
En 1822, Paul-Frédéric épouse la princesse Alexandrine de Prusse qui lui donne trois enfants : 
- Frédéric-François II (1823-1883), qui lui succède ;
- Louise (de) (1824-1859) ;
- Guillaume (1827-1879), qui épouse Alexandrine de Prusse, fille du prince Albert de Prusse (1837-1906) et de la princesse Marianne d'Orange-Nassau.

## Généalogie
Paul-Frédéric de Mecklembourg-Schwerin appartient à la lignée de Mecklembourg-Schwerin ; cette lignée appartenant à la première branche de la maison de Mecklembourg s'éteint en 2001 lors du décès du grand-duc Frédéric-François V.